# Т-26А
Т-26А — советский опытный артиллерийский танк.

## История
АБТУ РККА испытывали большой интерес к артиллерийским танкам на базе «Виккерса» и «Кристи» ещё до начала серийного производства этих машин. К работам по этой теме подключились сразу несколько КБ. Это были КБ завода № 174 и КБ Дыренкова, но как всегда Дыренков сделал свой вариант танка быстрее.

## Проект Дыренкова

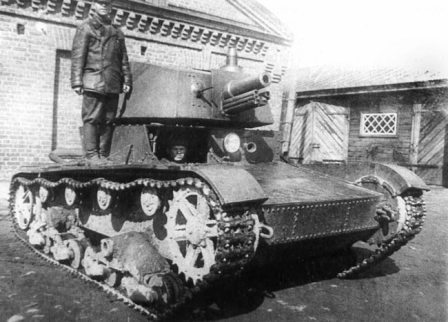
Т-26 с башней А-43

Проект имел грибообразную башню с индексом А-43. В феврале 1932 года первая башня, изготовленная из штампованных листов, сначала была установлена на Т-26 и продемонстрирована УММ РККА, после чего переставлена на БТ-2. В ноябре 1932 года была изготовлена башня сварной конструкции с пушкой 76-мм образца 1927 года и установлена на шасси Т-26, из-за большого диаметра погона потребовалась переработка подбашенной коробки. Также отличием проекта было то, что, корпус танка слегка увеличивался сзади за счёт специальной пристройки. В начале 1933 года в той же башне установили 76-мм пушку образца 1927/32 годов (КТ-28).

## Проект завода № 174
Машина проекта завода № 174 получила обозначение Т-26-4 и казалась военным более хорошим вариантом. Этот проект имел цилиндрическую башню. В отличие от проекта Дыренкова, боевое отделение было намного просторнее.

## Испытания
В начале на испытания прибыл образец танка с башней Дыренкова. Испытания показали что, башня очень маленьких размеров, из-за чего, экипажу в боевом отделении было очень тесно, а заряжающему приходилось вжиматься в стенку боевого отделения, также имелись и другие недостатки — большое усилие требуемое для поворота башни, отсутствовала вентиляция, угол обстрела пулемёта был очень мал и др. В результате башню забраковали. Башня завода № 174 больше подходила к условиям работы в ней экипажа, но тоже не решало проблему. Но всё-таки военным она показалась более хорошей, чем башня Дыренкова, и они заказали установочную партию машин в количестве 5 экземпляров. Причём три из них должны были вооружаться пушками КТ-28, а две пушками ПС-3.

## Выпуск
Под башню Дыренкова использовали линейный двухбашенный танк, переделанный в 1932 году.
В 1933 году собрали прототип с новой башней. Работы по выпуску предсерийной партий затянулись. Завод был не готов к выпуску танка. Тем более он старался выполнить план по линейным танкам. В результате 5 машин были сданы только в 1934 году. Планировавшийся заказ на 50 машин установочной партии был отменен.

## Итог
После этого все 5 танков отправили на войсковые испытания. Всё проходило отлично и казалось что танку открыта «зелёная улица», но тут вмешался Его Величество Случай: 19 августа во время выстрела из танка вдруг разорвалась гильза в боевом отделении. Конечно же этот недочёт можно было приписать к случайности, но АБТУ РККА посчитало, что танк неудачный и закрыло все дела по этому танку. А что насчёт опытного образца, то о нём больше не вспоминали, ещё на испытаниях у него произошла авария, в ходе которой поломалась ходовая часть.
Танк с башней Дыренкова был переделан обратно в линейный Т-26 в 1933 — 34 годах. Та же участь постигла и остальные машины. Их переделали в однобашенные Т-26: один в 1935 году и 5 в 1936.

## Поздний проект
Когда сделали танк БТ-7А Тухачевский предложил сделать такую же похожую, только эллиптическую башню. Он написал письмо в КБ завода № 174. Через месяц ему пришёл ответ что, такую башню установить на корпус Т-26 будет очень затруднительно и это потребует больших переделок в корпусе и то что, это вообще будет затруднительно. Из-за этого от этого проекта отказались.
В мае 1941 года заместитель НКО СССР маршал Г. И. Кулик утвердил тактико-технические требования на 76-мм самоходную пушку на базе танка Т-26. Разработкой занялось КБ завода № 174, модель получила индекс Т-26-6.